# Arvo Pärt
Arvo Pärt (ur. 11 września 1935 w Paide) – estoński kompozytor.

## Życiorys
Studiował w konserwatorium w Tallinnie pod kierunkiem Heino Ellera.
Początkowo komponował w stylu neoklasycystycznym, następnie eksperymentował z awangardą.
Po okresie przerwy stworzył oryginalny styl „tintinnabuli” (łac. dzwonek), którego nazwa pochodzi od podobieństwa muzyki do grających dzwonków. To podejście kompozytor tłumaczy następująco: Odkryłem, że wystarczy mi, gdy pięknie zagrana jest pojedyncza nuta. Ona sama, albo cichy rytm, albo moment ciszy – przynoszą mi wytchnienie.
Twórczość Arvo Pärta nie reprezentuje (jak niektórzy uważają błędnie) nurtu zwanego minimalizmem. Nawiązuje natomiast do hezychii (z gr. uciszenie), praktyk medytacyjno-ascetycznych mnichów ze Świętej Góry Atos. Twórczość ta oparta jest na redukcjonizmie mającym na celu stworzenie atmosfery kontemplacji właściwej dla tekstów, którymi kompozytor się posługuje, czyli najczęściej należącymi do religii i liturgii rzymskokatolickiej. Jak sam kompozytor mówi, muzyka ta ma więcej wspólnego z wielowiekową tradycją chorału gregoriańskiego i polifonii renesansowej, niż z twórczością minimalistów amerykańskich, takich jak Steve Reich. Jednocześnie w warstwie estetycznej bliska jest założeniom koncepcji minimalistycznych, obecnych w nurcie XX-wiecznego nurtu „minimalizmu duchowego” (Sofija Gubajdulina, John Tavener, Henryk Mikołaj Górecki), także pojawiających się w twórczości kompozytorów amerykańskich (Morton Feldman). Najprostsze formy muzyczne i skromne instrumentarium tworzą muzykę pełną pokory, a zarazem czystą i szlachetną. Dzieło Estończyka przeniknięte jest na wskroś subtelną metafizyką, stając się źródłem doznań mistycznych.

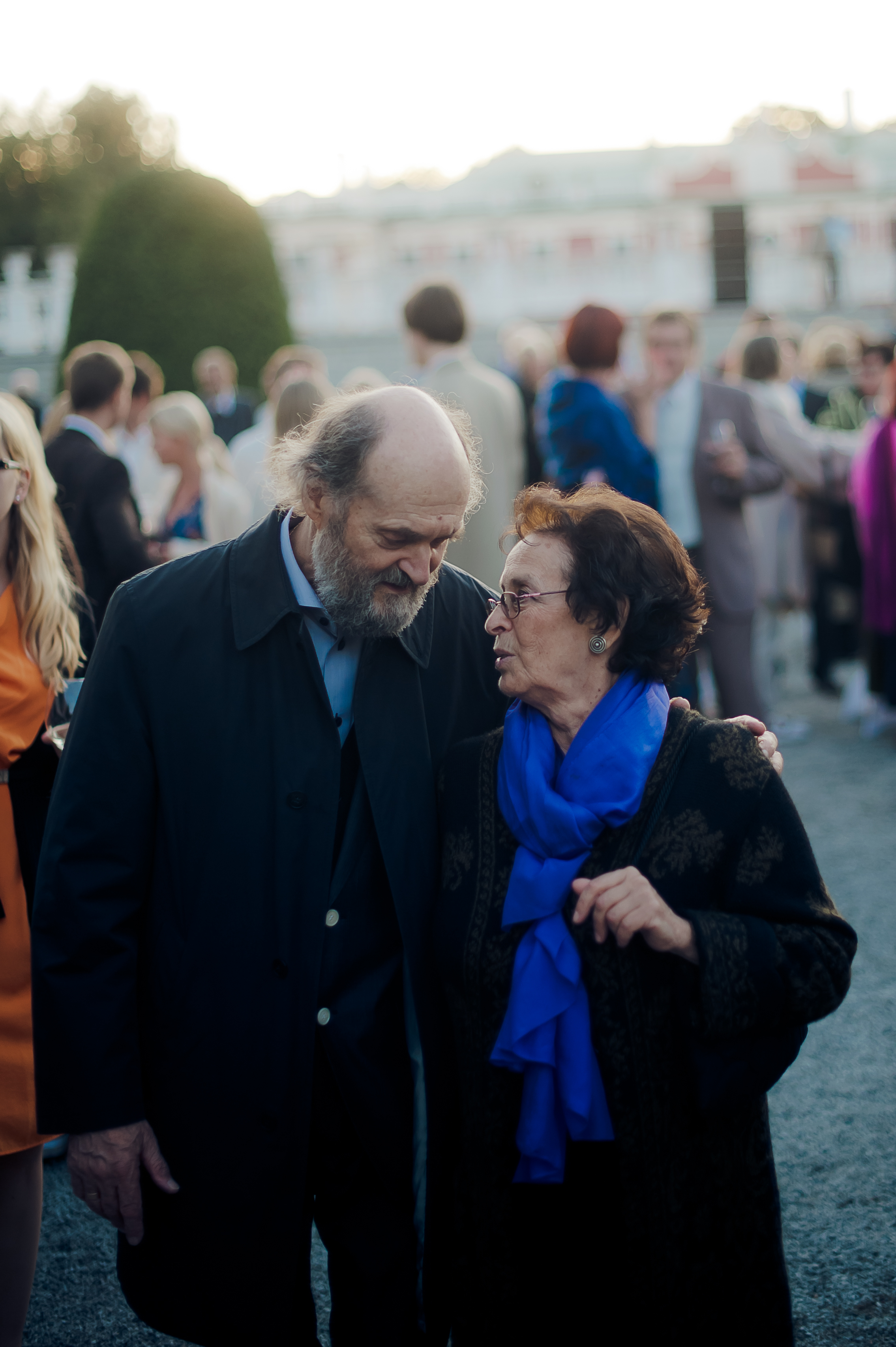
Arvo Pärt, Nora Pärt (2012)

Laureat m.in. Wielkiej Nagrody Kulturalnej Stowarzyszenia Estońskiego w Sztokholmie (1983) oraz Nagrody im. Herdera przyznawanej przez Uniwersytet Wiedeński (2000). W 2008 został laureatem prestiżowej duńskiej Nagrody Fundacji Muzycznej Léonie Sonning.
W roku 2009 wydana została płyta In Principio, zawierająca kompozycje napisane w latach 1989–2005. Jedna z nich, „Cecilia, Vergine Romana”, została pierwszy raz zaprezentowana w Turynie z okazji igrzysk olimpijskich w 2006 roku.
Na jego cześć została nazwana odkryta w 1986 roku planetoida z pasa głównego asteroid (4087) Pärt.

## Wybrane kompozycje
- Nekrolog
- Perpetuum mobile na orkiestrę (1963)
- Credo na fortepian, chór i orkiestrę (1968)
- Fratres (1976, wiele wersji)
- Fūr Alina (1976)
- Cantus in memoriam Benjamin Britten (1977)
- Te Deum
- Collage ūber B-A-C-H
- Miserere
- Missa syllabica (1977)
- De profundis (Psalm 129./130.)
- Pasja według św. Jana (oryg. Passio Domini Nostri Jesu Christi Secundum Joannem, 1982)
- An den Wassern
- Nunc dimittis
- Salve Regina
- Trivium
- Dopolo la vittoria
- Stabat Mater
- Magnificat na chór
- Cantate Domino canticum novum (Psalm 95.)
- Orient Occident
- Festina lente
- Litany (1994)
- Błogosławieni (The Beatitudes)
- Arbos
- Tabula Rasa
- Msza berlińska (Berliner Messe)
- I Am the True Vine
- Kanon Pokajanen
- Spiegel im Spiegel
- Bogoroditse Djevo
- Solfeggio
- Berliner Messe
- Da Pacem
- Lamentate

## Wybrana muzyka filmowa
- 1964: Operator Klaps w królestwie grzybów
- 1968: Kraina władcy kamienia
- 1973: Kolorowe ołówki
- 1978: Test pilota Pirxa

## Ordery i odznaczenia
- Order Herbu Państwowego II Klasy (Estonia, 1998)[3]
- Komandor Orderu Sztuki i Literatury (Francja, 2001)[3]
- Order Herbu Państwowego I Klasy (Estonia, 2006)[3]
- Krzyż Oficerski za Naukę i Sztukę (Austria, 2008)[4]
- Legia Honorowa (Francja, 2011)[5]
- Oficer Orderu Zasługi Kulturalnej Kategorii E (Rumunia, 2015)[6]
- Medal Per Artem ad Deum (Papieska Rada ds. Kultury, 2016)[7]
- Komandor Orderu Oranje-Nassau (Holandia, 2018)[8]
- Złoty Medal „Zasłużony Kulturze Gloria Artis” (Polska, 2018)[9]
- Doktor honoris causa Uniwersytetu Muzycznego Fryderyka Chopina (Polska, 2018)[10]
- Krzyż Uznania II Klasy (Łotwa, 2019)[11]
- Krzyż Wielki Orderu Zasługi Republiki Federalnej Niemiec (Niemcy, 2021)[12]
- Krzyż Zasługi I klasy MSZ (Estonia, 2022)[13]
- Oficer Orderu Korony Dębowej (Luksemburg, 2022)[14]
- Krzyż Wielki Orderu Gwiazdy Polarnej (Szwecja, 2023)[15]
- Polar Music Prize (Szwecja, 2023)[16]
- Komandor Orderu Zasługi Kulturalnej (Monako, 2025)[17]